# Jack și gangsterii
Jack și gangsterii este al doisprezecelea episod al serialului de desene animate Samurai Jack.

## Subiect
Jack salvează o bandă de gangsteri pitici de la o răfuială cu niște gangsteri roboți. Ca urmare, este invitat să li se alăture. Deși inițial refuză, când aude că gangsterii respectivi urmează să-i livreze ceva lui Aku personal, se hotărăște numaidecât să se infiltreze.
Pentru a fi admis în bandă, Jack trebuie să treacă o probă, anume să arunce în aer prăvălia unui moșuleț care vindea animale de companie. Jack aruncă în aer clădirea, dar nu înainte de a-l face salvat pe moșuleț într-o barcă, cu animăluțe cu tot. Primit în bandă, Jack se îmbracă la costum și cravată ca și ceilalți gangsteri.
Cu Jack în echipă, bosul vrea să dea o lovitură nemaivăzută: să fure Bijuteria lui Neptun, care are puterea de a controla toate apele din lume. Bijuteria fusese adusă de un spirit străvechi și de atunci păzită de trei elemente primordiale: Pământul, Vântul și Focul, care nu l-au lăsat pe Aku să pună mâna pe ea.
La miezul nopții, gangsterii îl aduc pe Jack cu barca până la intrarea în clădirea bijuteriei, care se face prin niște canale de scurgere. Jack se luptă cu cele trei forțe elementare și le face să se amestece și astfel să se neutralizeze.
Gangsterii se duc cu Bijuteria lui Neptun la Aku să i-o ofere. Jack se năpustește fără veste asupra lui Aku, are loc o luptă, Aku este copleșit ca și în trecut, dar chiar în momentul când Jack se pregătea să-i aplice lovitura finală, Pebbles îl lovește în moalele capului, pentru a-l salva, căci gangsterii credeau că și-a pierdut mințile și Aku o să-l ucidă.
Jack se trezește în apartamentul bandei. În toiul luptei dintre Jack și Aku, Bijuteria lui Neptun fusese ascunsă de Pebbles sub joben, iar Jack o ia să o repună la locul ei. Însă capul bandei îi promite că o vor duce ei înapoi, căci vor să renunțe la crime și să treacă la afaceri legale. Dar după plecarea lui Jack, gangsterii folosesc bijuteria ca să vândă apă la populație.